# Beate Koch
Beate Koch (Jena, Turingia, Alemania, 18 de agosto de 1967) es una atleta alemana retirada, especializada en la prueba de lanzamiento de jabalina en la que llegó a ser medallista de bronce olímpica en 1988.

## Carrera deportiva
En los JJ. OO. de Seúl 1988 ganó la medalla de bronce en el lanzamiento de jabalina, con una marca de 67.30 metros, quedando en el podio tras su compatriota Petra Felke y la británica Fatima Whitbread (plata).